# Бердичевский, Лев Сергеевич
Лев Сергеевич Бердичевский (5 ноября 1965, Пермь) — советский и российский хоккеист, нападающий, российский хоккейный тренер. Мастер спорта международного класса.

## Биография
Воспитанник пермского хоккея. Начинал играть на взрослом уровне в низших лигах в клубах «Молот» (Пермь), СКА (Свердловск). В сезоне 1988/89 дебютировал в высшей лиге СССР в составе «Автомобилиста» (Свердловск), в том же сезоне перешёл в «Химик» (Воскресенск). Серебряный (1989) и бронзовый (1990) призёр чемпионата СССР.
В 1993—1995 гг. играл в младших лигах Северной Америки — AHL и ECHL — за «Адирондак Ред Уингз», «Роанок Экспресс», «Толедо Сторм». В сезоне 1993/94 забил 39 шайб в 44 матчах за «Роанок Экспресс».
С 1995 года играл в России за «Спартак» (Москва), «Химик» (Воскресенск), «Динамо» (Москва), «Сибирь» (Новосибирск), «Химик» (Воскресенск). Также выступал во втором дивизионе Чехии за «Бехеровка» (Карловы-Вары), во втором дивизионе России за «Крылья Советов» (Москва), «Витязь» (Подольск). Последний сезон в карьере провёл в 2005 году в чемпионате Белоруссии за «Юность» (Минск).
В составе московского «Динамо» становился чемпионом России (2000), вице-чемпионом (1999), финалистом Кубка России (1998), финалистом Евролиги (1998).
Сыграл 141 матч в высшей лиге СССР и 323 матча в высших дивизионах России, набрал в этих турнирах более 190 очков.
Тренерскую карьеру начинал в детских командах «Динамо» (Москва), затем работал в клубах «Амур» (Хабаровск), ХК МВД, «Атланты» (Мытищи). В 2014 году стал главным тренером клуба МХЛ «Юниор» (Курган), затем работал с командами «Русские витязи» (Чехов), «СКА-Варяги», «СКА-1946» (Санкт-Петербург). В 2020 году в нескольких матчах исполнял обязанности главного тренера клуба КХЛ СКА (Санкт-Петербург).
В июле 2021 возглавил клуб МХЛ «Толпар». В конце марта 2022 года по соглашению сторон Бердичевский покинул клуб.
В июне 2022 назначен главным тренером клуба МХЛ «Сибирские снайперы». 30 апреля 2024 года клуб сообщил о том, что небудет продлевать контракт с Бердичевским.